# Anja Rupel
Anja Rupel, slovenska pop pevka in radijska napovedovalka, * 19. marec 1966.
Anja se je z glasbo ukvarjala že od otroštva. Deset let je igrala flavto. Leta 1982 je postala vodilna pevka pri tehno-pop/elektropop skupini Videosex, ki je postala znana v nekdanji Jugoslaviji. Skupino so smatrali za prvo najstniško skupino v državi. Skupina je posnela štiri plošče. Prvi album Videosex 84 so posneli leta 1983, skupina pa je prvič igrala skupaj s skupinama Ekatarina Velika in Otroci socializma v Beogradu. Skupina se je razšla leta 1992.
Anja je začela samostojno nastopati in leta 1994 je posnela svoj prvi samostojni album Odpri oči. Nekaj časa je sodelovala tudi z industrijsko/tehno skupino Laibach iz Trbovelj. Leta 1988 je pela himno Beatlov Across The Universe (Prek Vesolja) in se s pesmijo kot prva slovenska pevka pojavila na MTV. Leta 1987 je igrala v filmu Hudodelci Francija Slaka in še v nekaterih. 
Na glasbene odre se je aktivno vrnila oktobra 2023, in sicer s koncertom in izdajo nove skladne »Srce že ve«.

## Zasebno
Poročena je z glasbenikom in pevcem Alešem Klinarjem, ki je bil vodja folk-pop skupine Agropop. 11. oktobra 2002 je rodila hčerko Luno. Njen oče Fedja je flavtist in profesor na Akademiji za glasbo v Ljubljani, njen stric pa je politik in diplomat Dimitrij Rupel.

## Diskografija

### S skupino VIS diamanti
- Hits of Mr. Džirlo (skupaj z Alešem Klinarjem, Janezom Zmazkom) in Magnificom

### S skupino Videosex
- Videosex '84 (1984)
- Lacrimae Christi (1985)
- Svet je zopet mlad (mini-LP, 1987)
- Ljubi in sovraži (1992)

### Samostojno
- Lep je dan (mala plošča, 1994)
- Odpri oči (1994)
- Življenje je kot igra (1996)
- Moje sanje (1997)
- Ne ustavi me nihče (2000)
- Kolekcija (2002)
- Vse (2004)
- Ostani do konca (2009)
- Opus (2016)
  - Najljubša napaka
  - Dobro se imej (z Nušo Derendo, Alenko Godec in s Piko Božič)
  - Kako bih volio, da si tu (z Davorjem Gobcem)
  - Nihče ne ve
  - Tiho ...
  - Plašč ljubezni
  - Lep je dan
  - Najbolj nori par
  - Odpri oči
  - Odšla bom še to noč
  - Moja mama
  - Detektivska priča
  - Tko je zgazio gospođu mjesec
  - Zemlja pleše
  - V Ljubljano
  - Skrajni čas (s Tošetom Proeskim)
  - Vse
  - Ključ do srca
  - Življenje je kot igra
  - Nisi moj
  - Na zadnji postaji

## Nagrada

### Zlati petelin
- 1996
  - Pop album (Odpri oči)
  - Videospot (Odšla bom še to noč)
  - Priredba (V Ljubljano)
- 1997
  - Pop pevka
  - Videospot (Ne pozabi me) (Bila je nominirana, a ni bila prejemnica.)

## Uspešnice
- Just Let Go (Aleš Klinar/Anja Rupel/Aleš Klinar, Boštjan Grabnar) (1999)
- Ključ do srca (Aleš Klinar/Anja Rupel/Aleš Klinar) (2000)
- Kot da te ni (Aleš Klinar/Anja Rupel/Aleš Klinar) (2000)
- Zvezde so na njeni strani (Aleš Klinar/Anja Rupel/Aleš Čadež, Aleš Klinar) (2000)
- Prepozno (Aleš Klinar/Anja Rupel/Aleš Čadež, Aleš Klinar) (2001)
- Moj planet (Aleš Klinar/Anja Rupel/Aleš Klinar, Franci Zabukovec) (2003)
- Na zadnji postaji/Zadnja postaja (Aleš Klinar/Anja Rupel/Aleš Klinar, Franci Zabukovec) (2004)
- Še enkrat me poljubi (Aleš Klinar/Anja Rupel/Aleš Klinar, Franci Zabukovec) (2004)
- Prihaja jesen (Aleš Klinar/Anja Rupel/Aleš Klinar, Franci Zabukovec) (2006)
- Ne prva ne edina (Aleš Klinar/Anja Rupel/Aleš Klinar, Franci Zabukovec) (2008)
- Kratek stik (Aleš Klinar/Anja Rupel/Aleš Klinar, Franci Zabukovec) (2009)
- Novo jutro (Aleš Klinar/Anja Rupel/Aleš Klinar, Franci Zabukovec) (2009)
- Najljubša napaka (Aleš Klinar, Miha Gorše/Anja Rupel, Tina Muc Gorše) (2015)
- Srce že ve (Aleš Klinar/Anja Rupel) (2023)

## Sodelovanja na glasbenih festivalih kot avtorica besedil

### EMA
- 1997: Napoleon - Prosim, ostani (Aleš Klinar - Anja Rupel - Aleš Klinar)
- 2001: Alenka Godec - Če verjameš ali ne (Aleš Klinar - Alenka Godec, Anja Rupel - Aleš Čadež, Aleš Klinar)
- 2003: Pika Božič - Ne bom čakala te (Aleš Klinar - Anja Rupel, Pika Božič - Aleš Klinar, Aleš Čadež)
- 2003: Alenka Godec - Poglej me v oči (Aleš Klinar - Anja Rupel, Alenka Godec - Aleš Klinar, Aleš Čadež)
- 2004: Monika Pučelj - Nič ne ustavi me (Aleš Klinar - Anja Rupel - Franci Zabukovec, Aleš Klinar)
- 2005: Rebeka Dremelj - Pojdi z menoj (Aleš Klinar - Anja Rupel - Aleš Klinar, Franci Zabukovec)
- 2006: Monika Pučelj - Ostani z mano (Aleš Klinar - Anja Rupel - Aleš Klinar, Franci Zabukovec)
- 2006: Alenka Godec - Hočem stran (Aleš Klinar - Anja Rupel, Alenka Godec - Aleš Klinar, Franci Zabukovec)
- 2009: Samuel Lucas - Vse bi zate dal (Aleš Klinar - Anja Rupel - Aleš Klinar, Franci Zabukovec)
- 2018: Nuška Drašček - Ne zapusti me zdaj (Aleš Klinar - Anja Rupel - Miha Gorše)
- 2020: Tinkara Kovač - Forever (Aleš Klinar - Anja Rupel - Miha Gorše)

### Hit festival
- 2001: Alenka Godec - V meni je moč
- 2002: Alenka Godec - Ni me strah
- 2003: Pika Božič - Nisem lahek plen (Aleš Klinar - Anja Rupel - Franci Zabukovec)

### Slovenska popevka
- 2004: Alenka Godec - Rada bi znova poletela (Aleš Klinar - Anja Rupel, Alenka Godec - Rok Golob)
- 2005: Monika Pučelj - Oprosti mi (Aleš Klinar - Anja Rupel - Lojze Krajnčan)
- 2009: Samuel Lucas - Vedno bom s tabo ostal (Aleš Klinar - Anja Rupel - Primož Grašič)
- 2012: Darja Švajger - Ljubljena (Aleš Klinar - Anja Rupel - Primož Grašič)
- 2017: Nuška Drašček - Tak dan (Aleš Klinar - Anja Rupel - Aleš Avbelj)

### Melodije morja in sonca
- 2002: Alenka Godec - Raje mi priznaj (Aleš Klinar - Alenka Godec Trontelj, Anja Rupel - Aleš Čadež, Aleš Klinar)
- 2003: Monika Pučelj - Ti ob meni si (Aleš Klinar - Anja Rupel - Aleš Klinar, Franci Zabukovec)
- 2004: Alenka Godec - V dobrem in slabem (Aleš Klinar - Anja Rupel, Alenka Godec - Aleš Klinar)
- 2005: Rebeka Dremelj - To je prava noč (Aleš Klinar - Anja Rupel, Aleš Klinar - Franci Zabukovec)
- 2005: Monika Pučelj - Ko poletje zadiši (Aleš Klinar - Anja Rupel, Aleš Klinar - Franci Zabukovec)
- 2006: Peter Januš - Verjemi mi (Aleš Klinar - Anja Rupel - Aleš Klinar, Franci Zabukovec)
- 2007: Monika Pučelj - Samo še en dan (Aleš Klinar - Anja Rupel - Aleš Klinar, Franci Zabukovec)
- 2007: Petra Slapar - Naj ljubezen vrne se (Aleš Klinar - Anja Rupel - Aleš Klinar, Franci Zabukovec)
- 2013: Alenka Godec - Vse je ljubezen (Aleš Klinar - Anja Rupel, Alenka Godec - Aleš Klinar, Miha Gorše) (2. mesto)
- 2022: Isaac Palma - Zdaj je čas (Rok Lunaček/Anja Rupel/Miha Gorše) (3. mesto)

## Ostala glasbena dela
- Alenka Godec: Bodi to, kar si (Aleš Klinar/Alenka Godec, Anja Rupel/Aleš Čadež, Aleš Klinar) (2002)
- Alenka Godec: Prave karte (Aleš Klinar/Alenka Godec, Anja Rupel/Aleš Klinar, Franci Zabukovec) (2005)
- Alenka Godec: Pusti jo (Aleš Klinar/Alenka Godec, Anja Rupel/Aleš Klinar, Franci Zabukovec) (2005)
- Alenka Godec: Sončen dan (Aleš Klinar/Alenka Godec, Anja Rupel/Aleš Klinar, Franci Zabukovec) (2005)
- Darja Švajger: Rada živim/Rada živim, kot si želim (Aleš Klinar/Anja Rupel/Aleš Čadež, Aleš Klinar) (2000)
- Natalija Verboten: Knockout (Aleš Klinar/Anja Rupel) (2012)
- Nuša Derenda: Ne izgubljaj časa več z mano (Aleš Klinar/Anja Rupel/Aleš Čadež, Aleš Klinar) (2002)
- Nuša Derenda: Poljub v slovo (Aleš Klinar/Anja Rupel/Aleš Čadež, Aleš Klinar) (2002)
- Rebeka Dremelj: Bodi moj (Aleš Klinar/Anja Rupel/Aleš Klinar, Franci Zabukovec) (2005)
- Rebeka Dremelj: Bodi srečen (Aleš Klinar/Anja Rupel, Rebeka Dremelj/Aleš Klinar, Franci Zabukovec) (2005)
- Rebeka Dremelj: Še verjamem (Aleš Klinar/Anja Rupel) (2019)
- Rebeka Dremelj: Vem, da si prevaral me (Aleš Klinar/Anja Rupel/Aleš Klinar, Franci Zabukovec) (2005)